# The Captain and Me
The Captain and Me — третий студийный альбом The Doobie Brothers, вышедший в 1973 году.

## Список композиций
| №  | Название                   | Автор(ы)       | Ведущий вокал  | Длительность |
| -- | -------------------------- | -------------- | -------------- | ------------ |
| 1. | «Natural Thing»            | Том Джонстон   | Том Джонстон   | 3:17         |
| 2. | «Long Train Runnin’»       | Том Джонстон   | Том Джонстон   | 3:25         |
| 3. | «China Grove»              | Том Джонстон   | Том Джонстон   | 3:14         |
| 4. | «Dark Eyed Cajun Woman»    | Том Джонстон   | Том Джонстон   | 4:12         |
| 5. | «Clear as the Driven Snow» | Патрик Симмонс | Патрик Симмонс | 5:18         |

| №                   | Название                                | Автор(ы)                                                                           | Ведущий вокал                | Длительность |
| ------------------- | --------------------------------------- | ---------------------------------------------------------------------------------- | ---------------------------- | ------------ |
| 1.                  | «Without You»                           | Джон Хартман [англ.] Майкл Хоссек Том Джонстон Тиран Портер [англ.] Патрик Симмонс | Том Джонстон, Патрик Симмонс | 4:58         |
| 2.                  | «South City Midnight Lady»              | Патрик Симмонс                                                                     | Патрик Симмонс               | 5:27         |
| 3.                  | «Evil Woman»                            | Патрик Симмонс                                                                     | Патрик Симмонс               | 3:17         |
| 4.                  | «Busted Down Around O’Connelly Corners» | Джеймс Эрл Люфт                                                                    | инструментальная композиция  | 0:48         |
| 5.                  | «Ukiah»                                 | Том Джонстон                                                                       | Том Джонстон                 | 3:04         |
| 6.                  | «The Captain and Me»                    | Том Джонстон                                                                       | Том Джонстон                 | 4:53         |
| Общая длительность: | Общая длительность:                     | Общая длительность:                                                                | Общая длительность:          | 41:53        |

## Участники записи
Приведены по сведениям базы данных Discogs.
The Doobie Brothers:
- Том Джонстон[англ.] — гитара, гармоника, синтезатор, вокал
- Патрик Симмонс[англ.] — гитара, синтезатор, вокал
- Тиран Портер[англ.] — бас, бэк-вокал
- Джон Хартман[англ.] — ударные, перкуссия, бэк-вокал
- Майкл Хоссек — ударные, конга, тарелки, тимбал

| Приглашённые музыканты: - Билл Пейн — фортепиано (в песнях «China Grove», «South City Midnight Lady» и «Ukiah»), электроорган (в песне «Without You»), электрическое фортепиано (в песне «Dark Eyed Cajun Woman») - Джефф Бакстер — педальная слайд-гитара (в песне «South City Midnight Lady») - Тед Темплман — перкуссия, бэк-вокал (в песне «Without You») - Ник ДеКаро — аранжировки струнных (в песнях «Dark Eyed Cajun Woman», «South City Midnight Lady» и «Evil Woman») - Малькольм Сесил — ARP-синтезатор (в песнях «Natural Thing», «Clear as the Driven Snow», «South City Midnight Lady» и «Ukiah») - Роберт Маргулефф — ARP-синтезатор (в песнях «Natural Thing», «Clear as the Driven Snow», «South City Midnight Lady» и «Ukiah») | Технический персонал: - Тед Темплман — музыкальный продюсер - Бенита Брейзер — производственный координатор - Донн Ланди — звукорежиссёр - Эд Трэшер — арт-директор - Джон Касадо — дизайн - Барбара Касадо — дизайн - Майкл Мэггид — фотографии - Джилл Мэггид — фотографии |

## Позиции в хит-парадах
| Год                                       | Хит-парад | Высшая позиция | Пребывание в чарте |
| ----------------------------------------- | --------- | -------------- | ------------------ |
| 1973—1975                                 |           |                |                    |
| Канада (RPM Albums Chart)                 | 10        | 52 недели      |                    |
| Новая Зеландия (New Zealand Albums Chart) | 12        | 8 недель       |                    |
| США (Billboard Top LPs & Tape)            | 7         | 102 недели     |                    |

| Хит-парад (1973)                   | Позиция |
| ---------------------------------- | ------- |
| США (Billboard Top Popular Albums) | 17      |
| Хит-парад (1974)                   | Позиция |
| США (Billboard Top Popular Albums) | 43      |

## Сертификации
| Регион                                                      | Сертификация  | Продажи    |
| ----------------------------------------------------------- | ------------- | ---------- |
| Австралия (ARIA)                                            | Золотой       | 20 000^    |
| США (RIAA)                                                  | 2× Платиновый | 2 000 000^ |
| ^ Данные о тиражах приведены только на основе сертификации. |               |            |